# Maria Severa

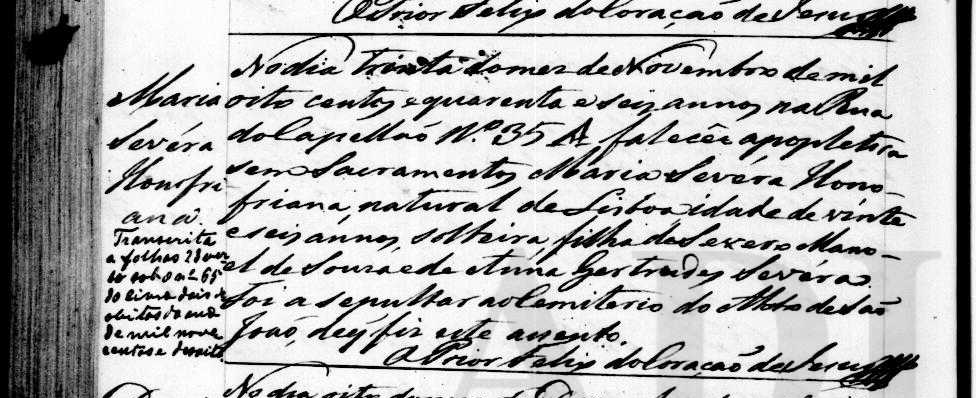
Overlijdensakte van Maria Severa uit 1846.

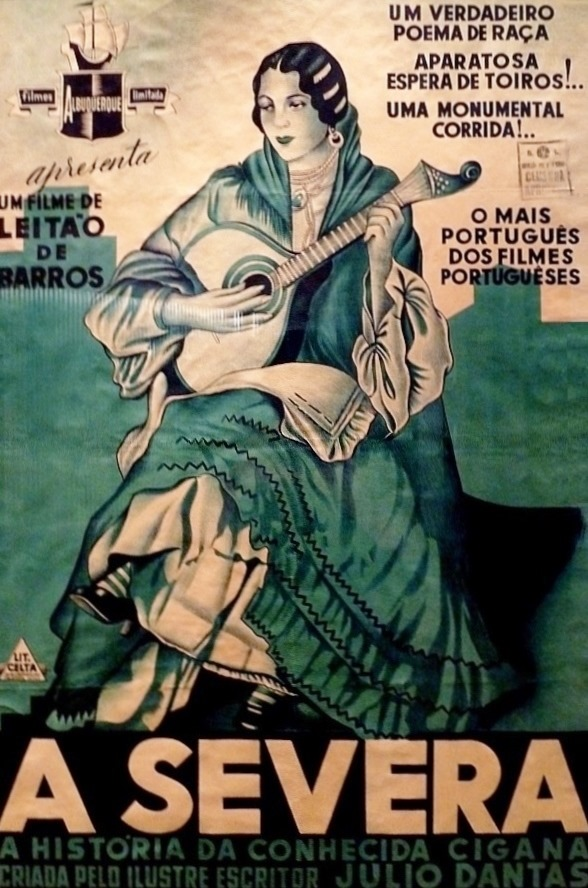
Filmposter van de film A Severa uit 1931.

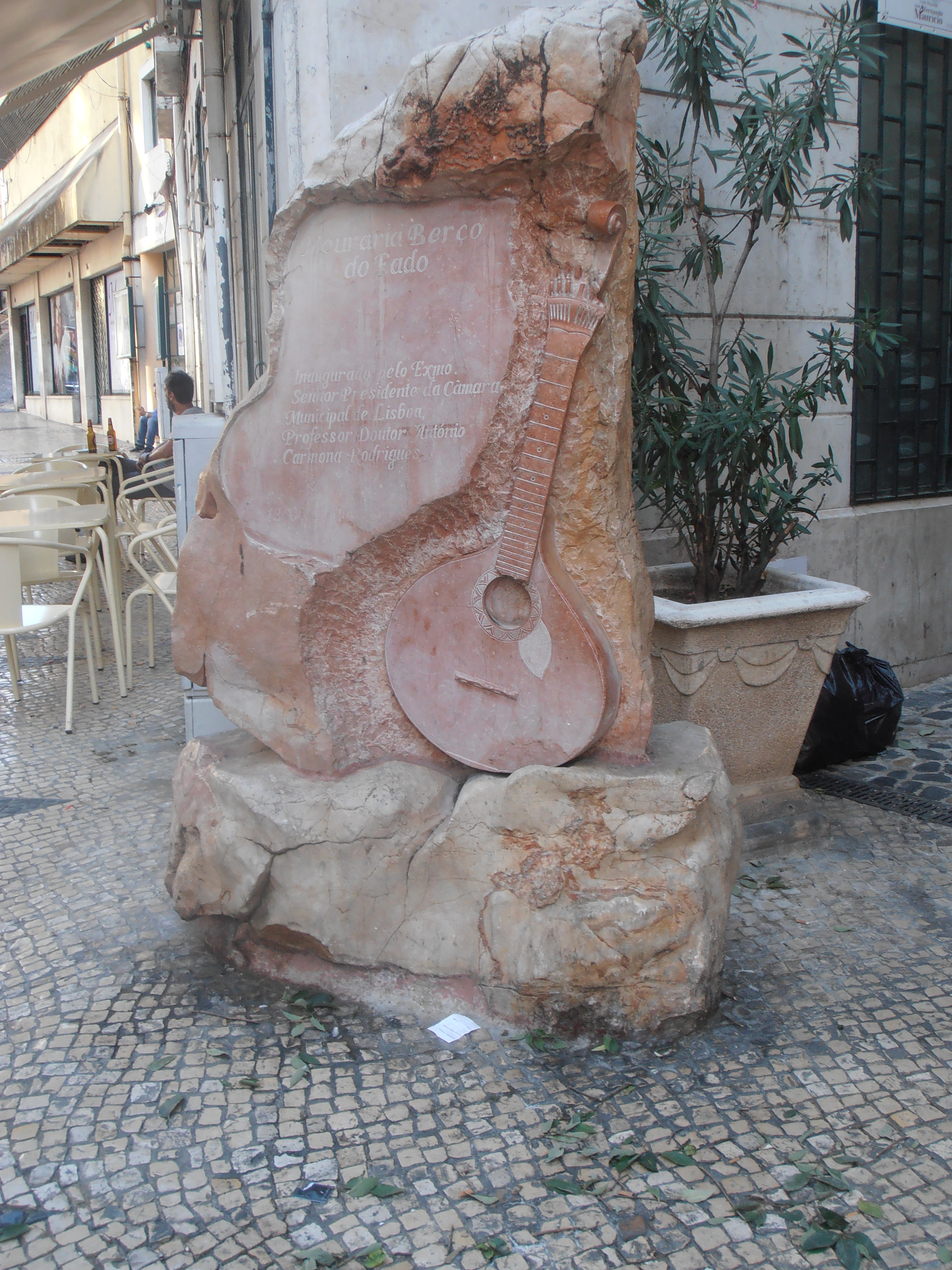
Monument voor de wieg van de fado (Berço do Fado) in de Rua do Capelão in Lissabon, de straat waar Maria Severa heeft gewoond.

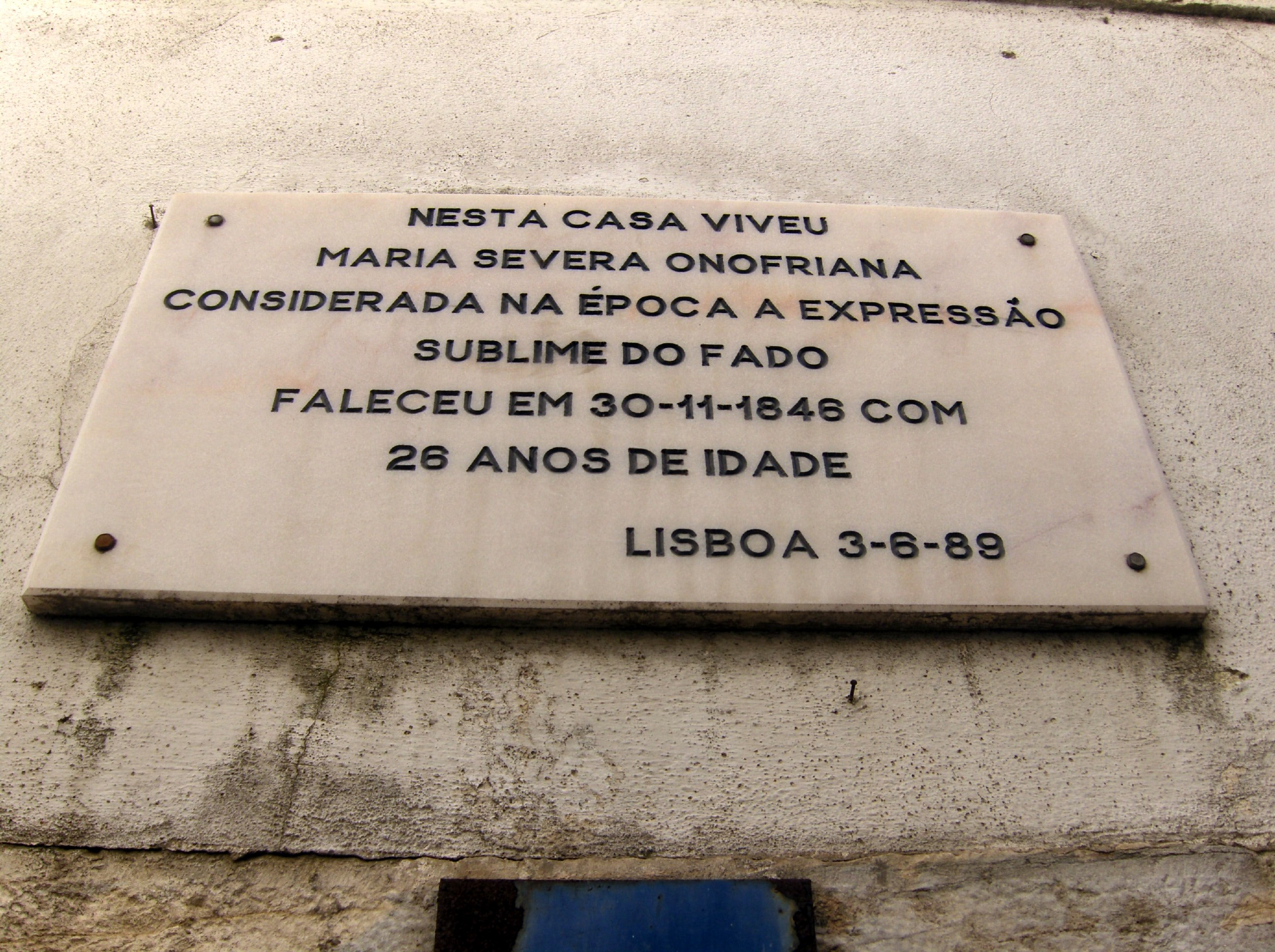
Gedenkplaat op de gevel van Maria Severa's huis.

Maria Severa Onofriana (Lissabon, 26 juli 1820 - Lissabon, 30 november 1846), beter bekend als Maria Severa, was een Portugees fadozangeres. Severa was de eerste bekende fadista (fadozanger) en vormde een inspiratiebron voor liederen, theater- en musicalstukken, boeken en films.

## Biografie
We weten weinig zeker over het leven of de muziek van Maria Severa. Wat we zeker weten, weten we dankzij officiële documenten zoals haar geboorte- en overlijdensakte. Van andere verslagen en verhalen over haar leven weten we niet of ze betrouwbaar zijn, en soms zijn ze tegenstrijdig. Mogelijk zijn feiten en verzinsels met elkaar vermengd geraakt in de decennia na de dood van Maria Severa. Er zijn diverse portrettekeningen bewaard gebleven, maar ook hiervan weten we niet of ze betrouwbaar zijn.
Maria Severa werd geboren in 1820 in Lissabon. Ze was de dochter van Severo Manoelde Souza en Anna Gertrudes Severa. Maria's moeder was een bekende prostituee in de wijk Mouraria. Maria Severa ging dit beroep vermoedelijk ook op jonge leeftijd beoefenen. Haar moeder verhuisde met Maria naar een taverne/bordeel in de Rua do Capelão. Severa ging hier regelmatig optreden. Ze werd in de omgeving bekend vanwege haar zangkwaliteiten.

### Relatie met de Graaf van Vimioso
Maar Maria Severa werd vooral bekend vanwege haar langdurige relatie met de Graaf van Vimioso, Dom Francisco de Paula Portugal e Castro.    
De graaf was een beroemd stierenvechter, wiens stierengevechten druk bezocht werden. Naast zijn passie voor stierenvechten bezocht hij graag feesten, tavernes en bordelen in achterbuurten. Het verhaal gaat dat hij Severa zag optreden in een taverne waar hij zijn overwinning vierde, en dat de twee kort daarna een vurige relatie ontwikkelden. Men zegt dat de Graaf van Vimioso niet alleen onder de indruk was van haar kwaliteiten als zangeres, maar zich ook aangetrokken voelde tot haar "volkse, spontane en heftige karakter".
Severa verbleef regelmatig bij de graaf in zijn paleis en trad er ook op. Op die manier bereikte ze een breder publiek: naast de bezoekers van de achterbuurten van Lissabon, bereikte ze nu ook de aristocratische elite. Ook door dit publiek werd Severa gewaardeerd. Severa werd beschreven als een mooie vrouw met een rauwe stem die zeer goed zong en speelde, en daarnaast de kwaliteit had om satirische verzen te improviseren.
De relatie tussen de twee was niet altijd harmonieus. Volgens een van de verhalen (waarvan we dus niet zeker weten of het waar is) wilde De Graaf van Vimioso Maria Severa laten stoppen met roken en drinken. Hij liet haar daarom 's nachts door een bediende bewaken. Maria Severa ontsnapte daarop uit het paleis door 's ochtends uit het raam op een kar met linnen te springen.   
En uiteindelijk kon de relatie geen stand houden: een graaf kon niet trouwen met een prostituee. De Graaf van Vimioso zou de relatie verbreken.

### Overlijden
Maria Severa overleed in 1846. Volgens sommige verslagen at en dronk Severa zich dood uit verdriet over het einde van de relatie met de Vimioso: ze dronk en at overdadig veel, en kreeg daarop een beroerte. Volgens anderen overleed ze aan tbc. Maar hier is geen bewijs voor. De overlijdensakte vermeldt alleen dat ze overleed aan een beroerte. Ze werd, zonder doodskist, gehuld in een laken, begraven in een gemeenschappelijk graf.

## Aandacht en invloed na overlijden
Het verhaal en de figuur van Severa spraken zeer tot de verbeelding: de 'verloren vrouw' uit een achterbuurt, die op wist te klimmen door een relatie met een edelman, maar op tragische wijze vroeg aan haar einde kwam. 
Severa's leven en dood werden uitgebreid besproken in Portugese kranten. Severa werd postuum een beroemdheid. Fado kwam breed in de belangstelling en werd populairder dan voorheen. 
De mythe van Severa bleef zich na haar dood ontwikkelen. Regelmatig werden nieuwe speculaties en ontdekkingen besproken. Zo werden er twee Portugese gitaren ontdekt die van Severa zouden zijn geweest.

### Werk geïnspireerd op Maria Severa
Maria Severa was de inspiratie voor theaterstukken, songs, films en boeken. Het succes van deze werken droeg bij aan de populariteit van fado.

#### Theater en films
Júlio Dantas schreef in 1901 de roman A Severa met een geromantiseerde versie van Severa's levensverhaal, met gewijzigde namen. Datzelfde jaar werd het succesvolle theaterstuk A Severa, gebaseerd op het boek, voor het eerst opgevoerd. A Severa werd meermalen gespeeld door diverse fadistas, waaronder Amália Rodrigues. In 1909 werd het bewerkt tot een operette. 
In 1931 kwam een verfilming van A Severa uit, geregisseerd door Leitão de Barros. Dit was de eerste Portugese film met geluid. De film was een groot succes in de Portugeestalige wereld en werd in 6 maanden tijd meer dan 200.000 keer bezocht. Ook de filmmuziek en bijbehorende bladmuziek werd goed verkocht.

#### Muziek
Rond 1850 werd vermoedelijk de eerste fadosong, Fado da Severa, geschreven over Maria Severa.
Diverse songs uit A Severa werden vertolkt door fadozangers. Zo is de song Rua do Capelão / Novo Fado da Severa (met tekst van Júlion Dantas) gezongen door onder anderen Amália Rodrigues, Dulce Pontes, Cuca Roseta en Lula Pena.

#### Kleding
Volgens sommigen zijn fadista's het traditionele kledingstuk uit de fado, een zwartkanten sjaal of xaile, gaan dragen om hun rouw te uiten over het overlijden van Maria Severa. Volgens anderen klopt deze theorie niet, en is Amália Rodrigues als eerste een zwarte sjaal gaan dragen, omdat ze vond dat dit goed paste bij het gevoel van de fado.

### Gedenktekens in Lissabon
In de Rua do Capelão, de straat waar Maria Severa lange tijd woonde en werkte, is een monument voor de geboorte van de fado te vinden. Bij Severa's huis is op straat een speciaal Portugees straatmozaïek aangelegd. Op de gevel van Severa's huis is een gedenkplaat te vinden.